# Platensina nigrodiscalis
Platensina nigrodiscalis är en tvåvingeart som beskrevs av Munro 1947. Platensina nigrodiscalis ingår i släktet Platensina och familjen borrflugor.
Artens utbredningsområde är Uganda. Inga underarter finns listade i Catalogue of Life.